# Traces of Sadness
Traces of Sadness – drugi album zespołu Vanilla Ninja wydany w 2004 roku.

## Lista utworów
1. Tough Enough (03:22)
2. Traces Of Sadness (03:21)
3. Stay (03:50)
4. When The Indians Cry (03:44)
5. Don't Go Too Fast (03:11)
6. Heartless (03:49)
7. Liar (03:36)
8. Don't You Realize (03:48)
9. Wherever (03:24)
10. Metal Queen (03:54)
11. Looking For A Hero (03:53)
12. Destroyed By You (03:54)
13. Traces of Sadness (Extended version) (05:56)
14. Heartless (Extended version) (07:36)

### Traces of Sadness Limited Edition cd 2
1. Blue Tattoo (Unplugged Version) (4'08")
2. Tough Enough (Unplugged Version) (3'24")
3. Don't Go Too Fast (Unplugged Version) (3'15")
4. Liar (Unplugged Version) (3'35")
5. Stay (Unplugged Version) (3'53")
6. Metal Queen (Unplugged Version) (3'43")
7. Destroyed By You (Unplugged Version) (3'52")
8. Don't You Realize (Classical Version) (3'49")
9. Heartless (Classical Version) (3'54")
10. Traces Of Sadness (Classical Version) (3'33")
11. Looking For A Hero (Calssical Version) (4'17")
12. Light Of Hope (3'37")
13. Liar (Video)
14. When The Indians Cry (Video)

## Single
- Tough Enough (2003)
- Don't Go Too Fast (2004)
- Heartless [Limited Edition] (2004)
- Liar (2004)
- When the Indians Cry (2004)